# Parafia św. Apostołów Szymona i Judy Tadeusza w Białce Tatrzańskiej
Parafia Rzymskokatolicka pw. Świętych Apostołów Szymona i Judy Tadeusza – parafia rzymskokatolicka w Białce Tatrzańskiej, należąca do dekanatu Białka Tatrzańska w archidiecezji krakowskiej.
Pierwszy kościół wybudowano w 1635, z początku filialny parafii w Ostrowsku, spłonął około 1700 roku. Obecny kościół drewniany został konsekrowany w 1765, a murowany w 1921..
Z parafii Białka pochodził o. Felicjan Fierek (1850-1910), bernardyn, gwardian klasztorów w Przeworsku i Kalwarii Zebrzydowskiej.
Z parafii pochodzi także trzech braci-księży 
- Józef Nowobilski - (1923 - 1989) - żołnierz Armii Krajowej, a następnie antykomunistycznego oddziały Józefa Kurasia ps. "Ogień", ksiądz archidiecezji krakowskiej (od 1952 r.), proboszcz parafii w Luborzycy[3]
- Jan Nowobilski - (1940 - 2012) - ksiądz archidiecezji krakowskiej, proboszcz parafii w Cichym[4].
- Władysław Nowobilski (w 1942 r.) - ksiądz archidiecezji krakowskiej (później bielsko-żywieckiej), budowniczy kościoła i pierwszy proboszcz parafii w Ciścu[5].

Ich rodzoną siostrą była Marcjonilla (Anna) Nowobilska (1932 - 2020) -  przełożona sióstr serafitek w Lesznie, Gołańczy i Pruszczu Gdańskim. 